# Avibras X-40
Das Avibras X-40 ist ein brasilianischer Mehrfachraketenwerfer.
Das von der Firma Avibras entwickelte X-40 ist der Vorgänger des ASTROS-2 Werfersystems. Auf dem Fahrgestell eines X1A1 Panzers wurden drei Startschienen für einstufige Feststoffraketen installiert. Das Fahrzeug war leicht und wendig und konnte so in der schwierigen Urwaldumgebung gut eingesetzt werden. Die Rakete hatte ein Kaliber von 300 mm und wog 645 kg. Nachteilig war, dass X-40 nur drei Startschienen hatte und der Nachladevorgang durch das Gewicht der Rakete recht langwierig war.
Beim Feuern wurden Stützstreben an Vorder- und Rückseite herabgelassen, um dem Starter besseren Stand zu geben.
X-40 wurde intensiv genutzt, um die Wirkung und die Verwendung von Artillerieraketen zu testen. Aus dem X-40 wurde das System Astros 2 entwickelt, welches in den 1990er Jahren dann schließlich auch durch dieses System ersetzt wurde.

## Technische Daten
- Kaliber: 300 mm
- Gewicht des Werfers: 17 t
- Länge der Rakete: 4,85 m
- Gewicht der Rakete: 645 kg
- Gewicht des Sprengkopfs: 147 kg
- Fluggeschwindigkeit der Rakete: 1285 m/s
- Höchstschussweite: 68.000 m